# الوسيطة (القصيم)
 مركز الوسيطة غرب منطقة القصيم شرق مدينة الشبيكية

## التاريخ
مركز الوسيطة وتقع غرب منطقة القصيم مركز عامر وقد نزله الفواويز من بني عمرو

## السكان
يبلغ عدد سكان مركز الوسيطة 1.500 نسمة وسكانها هم الفواويز من بني عمرو

## الموقع الجغرافي
تقع غرب منطقة القصيم وتبعد عن مدينة بريدة 140 كم وعن مدينة الشبيكية 9 كم وعن دخنة 27 كم وتبعد عن محافظةالرس 77 كم

## المناخ
المناخ قاري صحراوي، حار جاف صيفًا بارد مُمطر شتاء، وتبلغ درجة الحرارة صيفًا 45°م، وفي الشتاء تصل 3- مادون الصفر ومتوسط سقوط المطر 145 ملم.